# Bud Shank
Clifford Everett "Bud" Shank, Jr. (Dayton, 27 de maio de 1926 – Tucson, 2 de abril de 2009) foi um saxofonista e flautista norte-americano.